# Амангільдіно (Абзеліловський район)
Амангільдіно́ (рос. Амангильдино, башк. Амангилде) — село у складі Абзеліловського району Башкортостану, Росія. Адміністративний центр Амангільдінської сільської ради.
Населення — 651 особа (2010; 835 в 2002).
Національний склад:
- башкири — 100%